# فرودگاه بین‌المللی جواندا
فرودگاه بین‌المللی یواندا (به انگلیسی: Juanda International Airport) (به زبان بومی: Bandar Udara Internasional Juanda) یک فرودگاه نظامی و غیرنظامی با کد یاتا SUB است که یک باند فرود آسفالت دارد و طول باند آن ۳۰۰۰ متر است. این فرودگاه در شهر سورابایا کشور اندونزی قرار دارد و در ارتفاع ۳ متری از سطح دریا واقع شده است.